# 豊田竜行
豊田 竜行（とよた たつゆき）は、日本のゲームミュージック・映画音楽作曲家。

## 人物・経歴
新潟県出身。大阪芸術大学を卒業後、魔法株式会社にてサウンドクリエイターとして勤務。藤商事・セガサミー・豊丸産業等が開発するパチンコのBGMや効果音、ジー・モード・コナミデジタルエンタテインメント等の携帯アプリのBGMや効果音を手がける。その後、ベック（現：B.B.スタジオ）にサウンドデザイナーとして勤務。主に、バンダイナムコエンターテインメントのタイトルを手がける。
2011年3月に独立。ゲームの他、業務映像、短編映画の音楽や編曲、音響効果を手がけるようになる。ギタリスト・作/編曲家の矢萩秀明に師事。ポピュラー音楽とオーケストレーション、仕事の哲学を学ぶ。
ハリウッドテイストの重厚なオーケストラ、激しいデジタルロックを得意とする。また、ジャズやブルース等ポップスの理論をオーケストラやヘヴィロックに応用する独自のスタイルをとる。
2015年1月、株式会社オストロムを設立。独立時にき、ゲーム音楽・映画音楽・業務映像用音楽・ライブコンサートの開催、効果音、アレンジ曲等の制作を精力的に行っている。

## 作品

### ゲーム
- 不思議の幻想郷 TOD -RELOADED-
- 不思議の幻想郷 -THE TOWER OF DESIRE-
- 物部布都と7つの試練
- 機動戦士ガンダム エクストリームバーサス
- 鋼の錬金術師 FULLMETAL ALCHEMIST 背中を託せし者
- ガンダムアサルトサヴァイブ
- 機動戦士ガンダム バトルオペレーション2
- スーパーロボット大戦X
- ソウルイーター バトルレゾナンス
- GO VACATION
- バトルスピリッツデジタルスターター
- みらくるパーティー 不思議の幻想郷2
- みらくるパーティーPlus
- 不思議の幻想郷3
- 朗読少女

### CD
- 大神 編曲集 其の四、ヒーリング（編曲）

### ライブコンサート
- LiveWanderer
  - Ver1.00 -ふし幻TODR 1st anniversary-
  - Ver2.00 -不思議の幻想郷TODR完結記念ライブ＆シリーズ最新作発表会ｰ

### その他
- 乃木坂46 インフルエンサー 初回限定盤 Type-B
  - 川後陽菜 『煩悩の数だけkissをする』
  - 川後陽菜 シングル特典映像個人PV
- ファイナルファンタジー XRライド
- 東京モーターショー（4Kイワシトルネードデモプログラム）